# Реутинский сельский совет
Реутинский сельский совет (укр. Реутинська сільська рада) — входит в состав
Кролевецкого района
Сумской области
Украины.
Административный центр сельского совета находится в 
с. Реутинцы
.

## Населённые пункты совета
- с. Реутинцы
- с. Боцманов
- с. Грибанево
- с. Нежинское
- с. Артюхово